# Gdynia (Schiff, 1927)
Die Gdynia war ein 1927 gebautes polnisches Passagierschiff. Vorübergehend diente es als Präsidentenyacht und fuhr anschließend als Kreuzfahrtschiff in der Ostsee. Beim deutschen Überfall auf Polen wurde das Schiff am 2. September 1939 durch einen Bombenangriff der deutschen Luftwaffe versenkt.

## Bau und technische Daten
Parallel zum Aufbau der neuen Stadt Gdynia entwickelte sich auch der Tourismus an der polnischen Küste, doch für die Touristen standen in den 1920er Jahren lediglich Fischerboote, Schlepper oder Schiffe aus Danzig für Ausflüge zur Verfügung. Um Ausflüge und Verbindungen entlang der polnischen Küste auch durch polnische Schiffe anbieten zu können, bestellte das Ministerium für Kommunikation 1926 zwei kleine Passagierschiffe für die Küstenschifffahrt. Noch bevor diese Schiffe einer Reederei zugewiesen werden konnten, erhielt die Danziger Werft im April 1926 den Auftrag für die spätere Gdynia und ihr Schwesterschiff Gdańsk. Bereedern sollte beide Schiffe die im November 1926 gegründete staatliche Reederei Żegluga Polska.
In der Danziger Werft lief das Schiff wahrscheinlich mit der Baunummer 48 etwa im Mai 1927 vom Stapel und erhielt den Namen Gdynia. Ihre Länge betrug 53,70 Meter, sie war 9,30 Meter breit, hatte einen Tiefgang von 3,30 Metern und war zunächst mit 547 BRT bzw. 234 NRT und nach einem Umbau im Winter 1927/28 mit 586 BRT bzw. 281 NRT vermessen. Der Antrieb bestand aus einer Dreizylinder dreifach-Expansionsmaschine, die 650 PS erzielte und auf eine Schraube wirkte. Damit erreichte sie eine Höchstgeschwindigkeit von 11,0 Knoten. Zur Besatzung zählten 27 bis 32 Offiziere und Mannschaften. Für Mehrtagesfahrten standen Kabinen für bis zu 120 Passagiere zur Verfügung, für kürzere Fahrten war das Schiff für 700 Deckspassagiere zugelassen.

## Geschichte

### PassagierschiffGdyniader Weißen Flotte
Nach Ablieferung durch die Werft und der Indienststellung im Juli 1927 wurde Gdynia Heimathafen des gleichnamigen Schiffes. Für die junge polnische Handelsflotte war die Gdynia nach der einen Monat zuvor in Dienst gestellten Gdańsk das zweite Passagierschiff. Bevor das Schiff seine ersten regulären Fahrten aufnahm, diente es dem polnischen Präsidenten Ignacy Mościcki während seines Besuches in Gdynia Anfang August 1927 kurzzeitig als Präsidentenyacht. Anschließend führte im August die erste Fahrt als Kreuzfahrtschiff in der Ostsee nach Bornholm.
Bei seinen Einsätzen stellte sich heraus, dass das Schiff konstruktiv nicht den Erwartungen entsprach: Für ein Passagierschiff war es langsamer als bestellt und nicht wendig genug. Zudem war der Tiefgang des Schiffes zu groß, um etwa den Hafen von Hel anlaufen zu können. Auch nahm das Schiff auf See zu viel Wasser auf und galt als sehr nass. Die Gdynia wurde daher bereits im Winter 1927/28 einem Umbau unterzogen, um das Schiff besser an die Erfordernisse eines Kreuzfahrtschiffes anzupassen. Dabei wurde der Salon in ein Raucherzimmer umgewandelt und am Heck zusätzliche Kabinen eingebaut. Die Bordwände wurden erhöht, so dass sich das Schiff anschließend auch äußerlich von ihrem Schwesterschiff unterscheiden ließ.
Nach dem Umbau setzte die Reederei die Gdynia fast nur noch als Kreuzfahrtschiff ein. Die Fahrten führten in die Häfen der Ostsee wie Renne, Kopenhagen, Visby, Riga, Tallinn, Göteborg, Helsinki, Hanko und vereinzelt bis nach Oslo. In den 1930er Jahren wurden Auslandsreisen unrentabel und das Schiff wurde wie die Gdańsk nur noch in der Sommersaison genutzt.

### TenderGdyniader polnischen Marine im Zweiten Weltkrieg
Kurz vor Beginn des Zweiten Weltkrieges übernahm die polnische Marine das Schiff. Im Rahmen der Mobilmachung stellte die Marine zwei Geschwader mit Hilfsminensuchbooten aus Fischkuttern auf. Für das Geschwader zog sie am 28. August 1939 die Gdańsk und die Gdynia als Begleitschiffe heran. Die Schiffe behielten ihre zivile Besatzung ebenso wie den weißen Anstrich und blieben ohne Bewaffnung. Nur wenige Tage wurde sie als ORP Gdynia geführt. Zu Beginn des deutschen Angriffs auf Polen versenkten Sturzkampfflugzeuge vom Typ Junkers Ju 87 der IV./LG1 die Gdynia am 2. September 1939 mit vier Bomben in der Putziger Wiek vor Danzig. 1948 wurde das in zwei Teile zerbrochene Schiff vor Ort abgewrackt.